# 이세계에서 치트 능력을 손에 넣은 나는, 현실세계에서도 무쌍한다 ~레벨 업은 인생을 바꿨다~

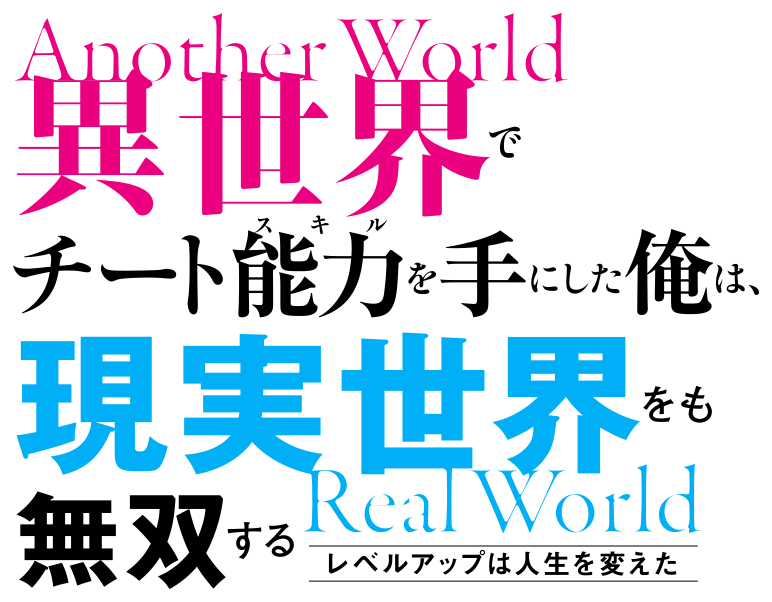

이세계에서 치트 능력을 손에 넣은 나는, 현실세계에서도 무쌍한다 ~레벨 업은 인생을 바꿨다~(異世界でチート能力を手にした俺は、現実世界をも無双する〜レベルアップは人生を変えた〜)는 미쿠(작가), 쿠와시마 레인(일러스트)가 원작한 일본의 라이트 노벨 소설 작품이다.